# Giovanni Prota
Giovanni Prota   (Nàpols, 1786 - 1843) fou un compositor italià.
Va ser mestre de cant en un col·legi anomenat dei Miracoli, i va compondre les òperes Il servo astuto i Il cimento felice, així com una bona quantitat de música religiosa.